# Avenida Juan Fernández de León
Avenida Juan Fernández de León es el nombre que recibe una arteria vial localizada en la ciudad de Guanare, la capital del Estado Portuguesa en Los Llanos y al occidente del país sudamericano de Venezuela. Recibe su nombre por el explorador Portugués al servicio de España João Fernandes de Leão e Pacheco conocido como Juan Fernández de León y quien fundó la ciudad de Guanare en 1591.

## Descripción
Se trata de una vía de transporte carretero que conecta las Avenidas Portugal con las carreras 5 y 3. Atraviesa los Barrios Colombia Norte y Colombia Sur y El barrio Sucre. Aunque también se vincula a la calle 30, 29, 28 y 27. Cerca a la avenida se encuentran el motel Arpe, el edificio Don Antonio, El hotel Táchira, la iglesia La Coronación, el estadio de béisbol Cuco Rivas, la zona de ministerios, Corpoelec Portuguesa, el cuartel de bomberos de Guanare, la plaza la Coronación, entre otros lugares conocidos.